# Francisco Seirul·lo
Francisco Seirul·lo Vargas (Salamanca, 28 november 1945) is een Spaans bewegingswetenschapper en sporttrainer.

## Instituto Nacional de Educación Física
Seirul·lo deed in zijn jeugd op hoog niveau aan atletiek. Hij studeerde Bewegingswetenschappen aan het Instituto Nacional de Educación Física (INEF) in Madrid. Na enige jaren werkervaring opgedaan te hebben, werd hij in 1976 aangesteld als professor aan de INEFC, onderdeel van de Universitat de Barcelona. In deze functie zette Seirul·lo diverse onderwijsprogramma's op en ontwikkelde hij nieuwe trainingschema's voor teamsporters.

## FC Barcelona
Seirul·lo raakte in 1978 betrokken bij FC Barcelona. Aanvankelijk werkte hij als coach in de atletiekafdeling. Vanaf 1982 was Seirul·lo fitness coach bij het handbalteam van coach Valero Rivera, dat zich in deze periode ontwikkelde tot een van de toonaangevende teams in Spanje en Europa. In 1993 haalde Johan Cruijff hem bij het voetbalteam en een jaar later werd Seirul·lo benoemd tot hoofdverantwoordelijke van de fitness coaches. Later zouden anderen zoals Aureli Altimira deze functie vervullen, maar Seirul·lo bleef als fitness coach betrokken bij het eerste elftal.

## Overige werkzaamheden
Seirul·lo is tevens werkzaam voor het Spaans handbalteam, waarmee hij een derde plaats op het WK 2011 behaalde. Verder begeleidt hij verschillende individuele sporters, waaronder motorcoureur Daniel Pedrosa.